# Vordingborgkredsen
Vordingborgkredsen er fra 2007 en opstillingskreds i Sjællands Storkreds. I 1971-2006 var kredsen en opstillingskreds i Storstrøms Amtskreds. I 1920-1970 var kredsen en opstillingskreds i Præstø Amtskreds. I 1849-1918 var kredsen en valgkreds.
Den 8. februar 2005 var der 29.669 stemmeberettigede vælgere i kredsen.
Kredsen rummede i 2005 flg. kommuner og valgsteder::
1. Langebæk Kommune
  1. Kalvehave – Viemose
  2. Kindvig
  3. Langebæk
  4. Mern
  5. Stensved
  6. Øster Egesborg
2. Møn Kommune
  1. Bogø
  2. Borre-Magleby
  3. Damsholte
  4. Fanefjord
  5. Keldby-Elmelunde
  6. Lendemark
  7. Stege
3. Vordingborg Kommune
  1. Kastrup
  2. Køng
  3. Lundby
  4. Masnedsund M.V
  5. Nyråd
  6. Svinø
  7. Sværdborg
  8. Udby
  9. Vordingborg By
  10. Ørslev

## Folketingskandidater pr. 4/11-2016
| Liste | Parti                       | Kandidat | Bemærk                                                          |
| ----- | --------------------------- | --- | --------------------------------------------------------------- |
| A     | Socialdemokratiet           | Brian Bressendorf |                                                                 |
| B     | Radikale Venstre            | Jan Heidebo |                                                                 |
| C     | Det Konservative Folkeparti | Anette Brix Andreasen |                                                                 |
| D     | Nye Borgerlige              | Jørn Rasmussen |                                                                 |
| F     | Socialistisk Folkeparti     | |                                                                 |
| I     | Liberal Alliance            | |                                                                 |
| O     | Dansk Folkeparti            | Kim Errebo |                                                                 |
| V     | Venstre                     | Charlotte Bisserup Bechfeldt |                                                                 |
| Ø     | Enhedslisten                | Martin Graff Jørgensen |                                                                 |
| Å     | Alternativet                | Rasmus Nordqvist, Sascha Faxe, Peter Kjær Hansen, Carsten Bering, Joan Gerti Kragh, Lars Birger Nielsen, Claus Jansson, Kristian Gylling, Kirsten Kock, Anne Grete Kamilles, Ulla Munksgaard | Er opstillet i samtlige opstillingskredse i Sjællands Storkreds |